# Бракониерство
Бракониерството е незаконен лов или риболов, често за удоволствие или материал, като кожа или бивни. Бракониерите биват наказвани според закона на съответната страна.
В България ловът или риболовът е незаконен (нелегален), когато:
- се практикува без да се „притежава редовно заверен билет за лов или с билет за лов, но без писмено разрешително за ловуване“ (Закон за лова и опазването на дивеча, чл. 84, ал. 1)
- се практикува извън разрешените за лов места
- се практикува извън разрешеното време
- не отговаря на обектите за лов вписани в разрешителното за ловуване (например застрашени видове в „Червената книга на България)“